# Tarčuka
Tarčuka (lat. Aubrieta), biljni rod iz porodice krstašica (Brassicaceae) raširen po južnoj (Italija) i jugoistočnoj Europi do  Irana u Aziji. Pripada mu dvadesetak priznatih vrsta trajnica puzačica., od kojih jedna vrsta raste i u Hrvatskoj, stupasta tarčuka (Aubrieta columnae)  kao i njezina podvrsta hrvatska tarčuka.
Rod je opisan 1763.

## Vrste
1. Aubrieta albanica F.K.Mey. & J.E.Mey.
2. Aubrieta alshehbazii Dönmez, Uğurlu & M.A.Koch
3. Aubrieta anamasica Peșmen & Güner
4. Aubrieta canescens (Boiss.) Bornm.
5. Aubrieta columnae Guss.
6. Aubrieta deltoidea (L.) DC.
7. Aubrieta edentula Boiss.
8. Aubrieta ekimii Yüzb., Al-Shehbaz & M.Koch
9. Aubrieta erubescens Griseb.
10. Aubrieta glabrescens Turrill
11. Aubrieta gracilis Spruner ex Boiss.
12. Aubrieta intermedia Heldr. & Orph. ex Boiss.
13. Aubrieta libanotica Boiss. & Hohen.
14. Aubrieta necmi-aksoyi Tunçkol, G.-Özkan & Al-Shehbaz
15. Aubrieta olympica Boiss.
16. Aubrieta parviflora Boiss.
17. Aubrieta pinardi Boiss.
18. Aubrieta scardica (Wettst.) Gustavsson
19. Aubrieta scyria Halácsy
20. Aubrieta thessala H.Boissieu
21. Aubrieta vulcanica Hayek & Siehe
22. Aubrieta × hybrida Hausskn.